# 燕子墩站
燕子墩站是位于宁夏回族自治区石嘴山市惠农区燕子墩乡的一个铁路车站，邮政编码753600。车站建于1958年，原名惠农站，2004年7月1日改为现名，有包兰铁路经过该站，现不办理客货运业务，车站及其上下行区间均为电气化区段。车站距离包头站436公里，隶属兰州铁路局，是五等站。